# Memorial Stadium (Asheville)
Memorial Stadium é um estádio multiuso localizado em Asheville, Carolina do Norte . O estádio foi concluído em 1925 para servir como uma instalação regional de esportes e eventos especiais. O Memorial Stadium não deve ser confundido com o Asheville High School Memorial Stadium.
A entrada do Memorial Stadium foi originalmente planejada para servir como um memorial aos veteranos de guerra do oeste da Carolina do Norte, mas o memorial nunca foi totalmente concluído. Recentemente, foram feitos planos para concluir o memorial. Como parte de uma renovação em grande escala da instalação, que incluiu a instalação de uma nova superfície de jogo de grama artificial, há planos para mover um memorial da Segunda Guerra Mundial para o local.
O Memorial Stadium atualmente utilizado pelo Asheville Grizzlies - um time de futebol americano semi-profissional da Central Carolina Football League - e do Asheville City Soccer Club, que joga na USL League Two .
O Memorial Stadium fica ao lado do McCormick Field, casa dos Asheville Tourists da Liga do Atlântico Sul .